# Fullblast
Fullblast è il terzo album da solista di Kiko Loureiro, pubblicato dalla Victor Entertainment nel 2009.

## Tracce
1. Headstrong
2. Desperado
3. Cutting Edge
4. Excuse Me
5. Se Entrega, Corisco!
6. A Clairvoyance
7. Corrosive Voices
8. Whispering
9. Outrageous
10. Mundo Verde
11. Pura Vida
12. As it Is, Infinite

## Musicisti
- Kiko Loureiro – chitarre, tastiere, percussioni
- Felipe Andreoli - basso
- Mike Terrana – batteria
- DaLua - percussioni
- Yaniel Matos - Fender Rhodes su traccia 8